# 鮫角灯台
鮫角灯台（さめかどとうだい）は、青森県八戸市鮫町に所在する灯台。八戸港に出入する船舶の目標となっている。
「日本の灯台50選」にも選ばれている日本を代表する灯台の一つ。
ウミネコの繁殖地として知られる蕪島やタイヘイ牧場に隣接しており、種差海岸、三陸復興国立公園に含まれる地域でもあるため訪れる観光客も多い。

## 歴史
- 1938年（昭和13年）2月16日：初点灯[1][2]
- 1945年（昭和20年）11月10日：再点灯[3]。
- 1951年（昭和26年）6月18日：霧信号所（モーターサイレン）設置[4]
- 1955年（昭和30年）6月1日：無線方位信号所（中波）設置
- 1964年（昭和39年）4月：滞在管理が始まる
- 1981年（昭和56年）3月26日：レーマークビーコン局設置
- 1992年（平成4年）10月31日：中波無線標識局廃止
- 1993年（平成5年）12月22日：霧信号所廃止
- 1997年（平成9年）3月：第4等フレネル式レンズ（水銀槽回転式）をLB-M30型灯器に変更
- 2006年（平成18年）：耐震補強工事を実施
- 2007年（平成19年）4月10日：無線方位信号所（レーマークビーコン）廃止[5]

## 一般公開
平成25年度より、毎年期間限定（4月～10月の土日祝日など）で一般開放事業を八戸市が実施している。
詳しくは、八戸観光Navi 鮫角灯台参照。

## アクセス
- JR八戸線鮫駅より徒歩約30分あるいはタクシー約5分
- 八戸市営バスでシーガルビューホテル下車
- 青森県道1号八戸階上線

## 周辺情報
- 蕪島